# مثلث مغزی
مثلث مغزی یا فورنیکس (به انگلیسی: Fornix) شامل الیافی است که قسمت‌های مختلف یک نیمکره مغز و همچنین قسمت‌های بویایی بین دو نیمکره را به هم ارتباط می‌دهد. دارای ستون‌های قدامی یا ستون‌های مثلث مغزی (Columns of fornix) و ستون‌های خلفی یا ساق‌های مثلث مغزی (Crura of fornix) و الیاف عرضی به نام رابط پاراهیپوکامپ می‌باشد که این الیاف مناطق پاراهیپوکامپ دو طرف را به هم ارتباط می‌دهند. به آن کمان مغزی هم می‌گویند.
مثلث مغزی مادهٔ سفیدی است به شکل مثلث که قاعدهٔ آن در عقب قرار دارد، سطح فوقانی آن در عقب به جسم پینه ای و در جلو به Septum Pellucidum متصل می‌شود. سطح تحتانی آن مربوط به تالاموس و بافت مشیمیهٔ فوقانی است. از راس این مثلث دوپایه به جلو و پایین رفته و پس از عبور از جلوی سوراخ مونرو به اجسام پستانی ختم می‌شوند. از دو ناحیهٔ خلفی مثلث مذکور دوپایه به نام Crus از عقب تالاموس پایین رفته به طوری که امتداد آن در جلو فیمبریا (Fimbria) نامیده می‌شود.

## نگارخانه

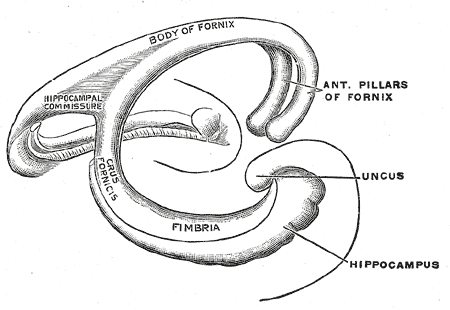
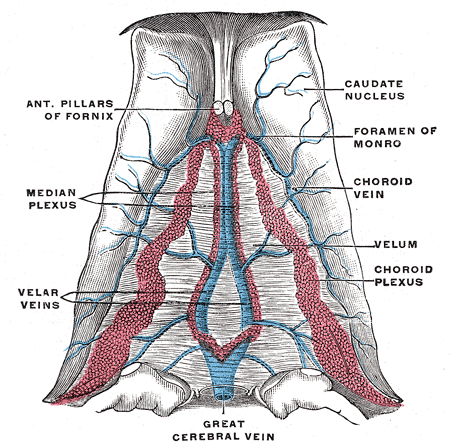
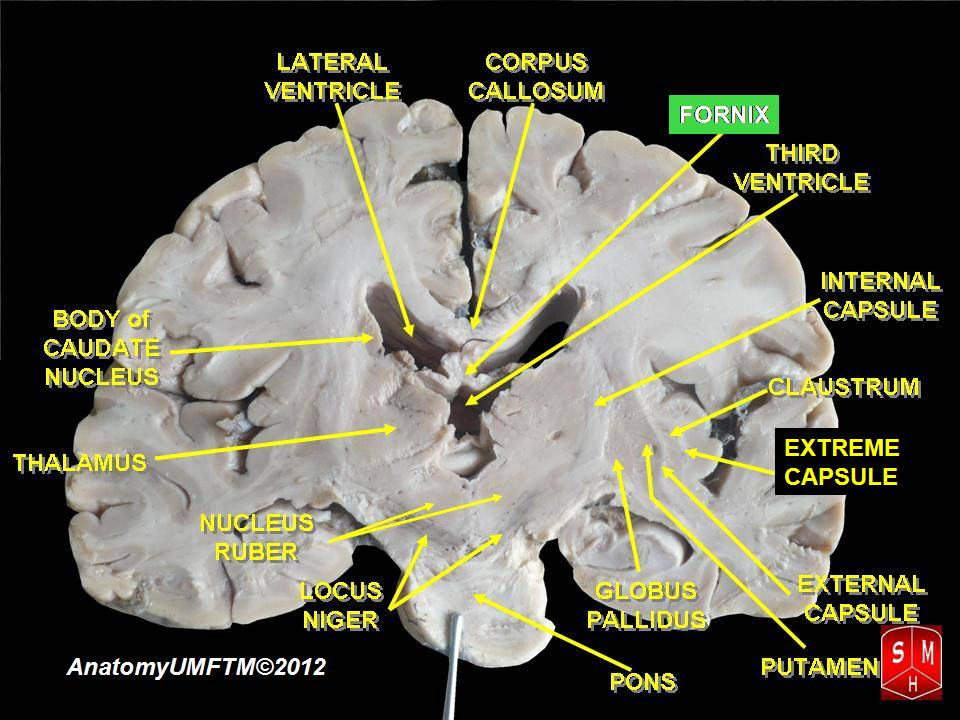
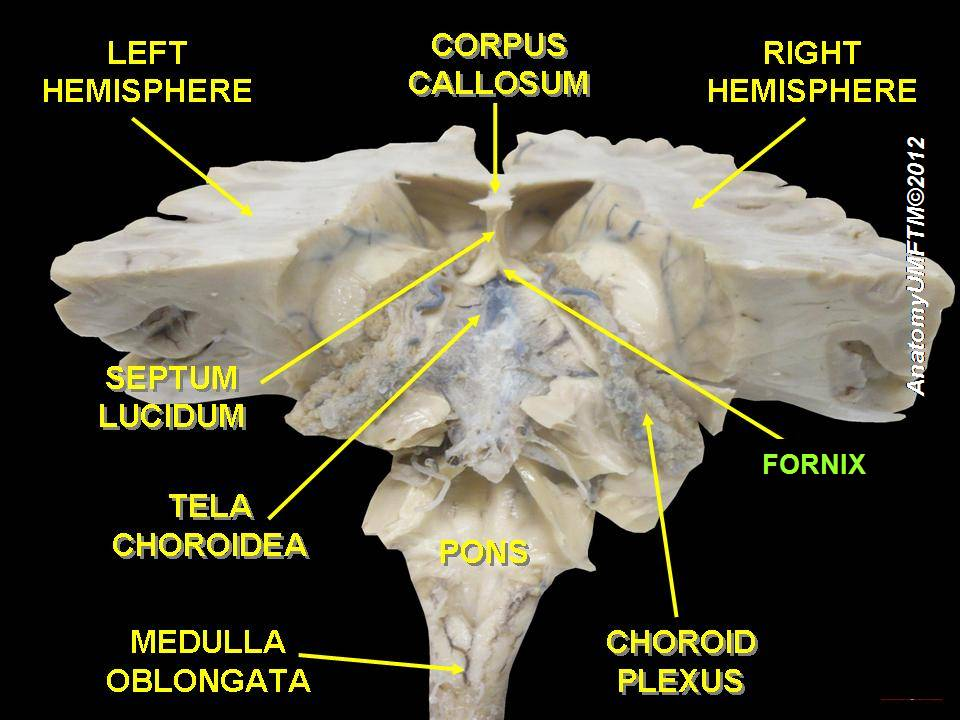